# 马尔蒂·米耶图宁
马尔蒂·尤哈尼·米耶图宁（芬蘭語：Martti Juhani Miettunen，1907年4月17日—2002年1月19日）是芬兰政治人物，曾两度任芬兰总理（1961年-1962年和1975年-1977年）。
米耶图宁出生于锡莫，父亲是一位小农场主。步入政界前，米耶图宁学过农业，也做过农民和农业顾问。1945年至1958年期间，他在议会担任中间党的代表，而从1958年起，他又当了五年的拉普兰省省长。1977年，他被授予“Valtioneuvos”称号。
2002年初，米耶图宁逝世于赫尔辛基附近的考尼艾宁军事医院，享年94岁。
米耶图宁担任内阁部长共4,300天，是为芬兰政治史上第八长的任期。他也被称为“乌尔霍·吉科宁总统的左膀右臂”。

## 内阁
- 米耶图宁第一届内阁（英语：Miettunen I Cabinet）
- 米耶图宁第二届内阁（英语：Miettunen II Cabinet）
- 米耶图宁第三届内阁（英语：Miettunen III Cabinet）